# Diken
Diken é uma cidade e uma nagar panchayat no distrito de Neemuch, no estado indiano de Madhya Pradesh.

## Demografia
Segundo o censo de 2001, Diken tinha uma população de 7206 habitantes. Os indivíduos do sexo masculino constituem 51% da população e os do sexo feminino 49%. Diken tem uma taxa de literacia de 57%, inferior à média nacional de 59,5%: a literacia no sexo masculino é de 72% e no sexo feminino é de 40%. Em Diken, 15% da população está abaixo dos 6 anos de idade.